# Reichenau (Suisse)
Pour les articles homonymes, voir Reichenau.
Reichenau est un hameau de la commune de Tamins, en Suisse dans le canton des Grisons.

Photo aérienne (1947)

Il se situe à la confluence du Rhin antérieur et du Rhin postérieur. Louis-Philippe y fut professeur de mathématiques.

## Source
Grand dictionnaire universel du XIXe siècle.